# Dialektliteratur
Dialektliteratur oder Mundartliteratur ist eine Literaturform, die dadurch gekennzeichnet ist, dass sie den spezifischen Dialekt, also die Mundart, einer bestimmten Region verwendet. Hierzu zählen sowohl künstlerisch motivierte Werke einzelner Autoren, worunter längere Prosa (bis hin zum Roman) und Lyrik (Mundartdichtung) fallen, als auch Volkstheater, Schwänke, traditionell überlieferte Texte wie Märchen sowie in Gestalt von Texten überliefertes Brauchtum. Zur Dialektliteratur im weitesten Sinne gehören auch Sprichwörter, Sentenzen, Zungenbrecher, Rätsel, Abzählreime und so fort. Dialektliteratur kann Heimatdichtung oder -literatur sein, muss aber nicht.

## Autoren (Beispiele)
Für das 17. Jahrhundert ist beispielhaft der Schriftsteller Andreas Gryphius mit seinem schlesischen „Die verliebte Dornrose“ (1660) als Dialektliterat zu nennen.
Auch die Anfang bis Mitte des 19. Jahrhunderts in vielen, teils erheblich voneinander abweichenden Ausgaben erschienene Sammlung der Kinder- und Hausmärchen der Brüder Grimm lässt einige Märchen trotz teilweise erheblicher Bearbeitung im ursprünglichen Dialekt stehen.
Als Pionier der im frühen 19. Jahrhundert einsetzenden Dialektliteratur gilt der Wiesentaler Johann Peter Hebel. Unter seinem Einfluss stand ein Teil der Mundartautoren der Deutschschweiz, so etwa der Baselbieter Dichterpfarrer Jonas Breitenstein.
Anfang des 20. Jahrhunderts schuf Paul Haller mit dem Juramareili ein eigenständiges Versepos in einer schweizerdeutschen Mundart und begründete somit den Anspruch der modernen Dialektliteratur in der Schweiz, gesellschaftlich relevante Themen anzusprechen.
Gerhart Hauptmann suchte seinen Theaterstücken größeren Naturalismus zu verleihen, indem er die Schauspieler in ihren diversen Heimatdialekten, vor allem Schlesisch, sprechen ließ. Ähnliches gilt für Theodor Storm, der seine Figuren in seinen Dialogen oft in einer niederdeutschen Mundart sprechen ließ.